# Coast to Coast Walk

Abschnitte der Route Wainwrights, mit Nationalparks

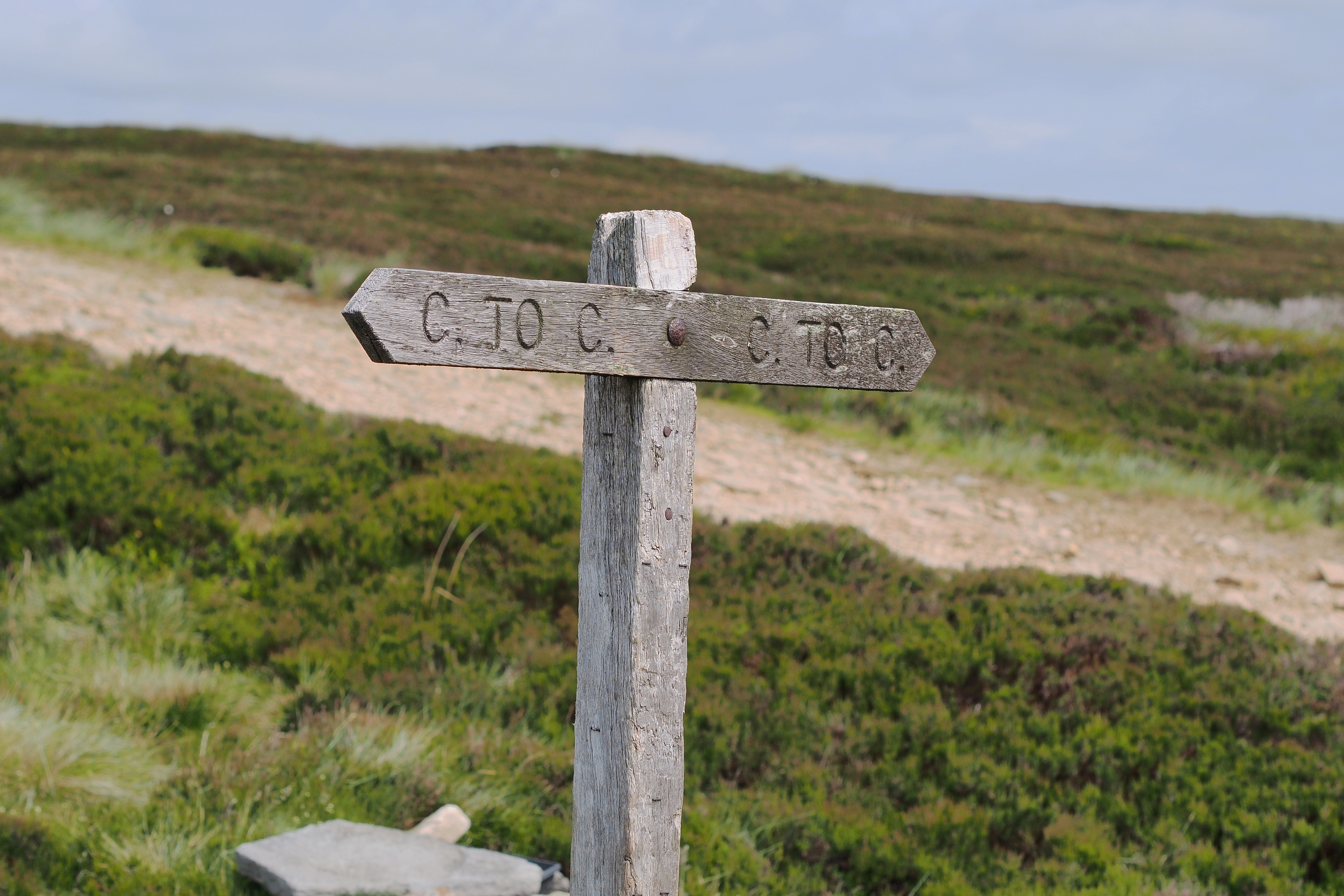
Wegweiser sind auf dem Coast to Coast Walk nur selten anzutreffen, hier nahe der Wegmitte bei Rogan’s Seat

Der Coast to Coast Walk (deutsch Küste-zu-Küste-Fußweg) ist ein Fernwanderweg, der Nordengland von der West- zur Ostküste durchquert. Er ist etwa 300 km lang und verläuft fast genau in West-Ost-Richtung von St Bees an der Irischen See bis Robin Hood’s Bay an der Nordsee. Sein Verlauf durchquert die englischen Grafschaften Cumbria und North Yorkshire und führt durch drei Nationalparks: Lake District, Yorkshire Dales und North York Moors.
Am 12. August 2022 wurde bekanntgegeben, dass der Coast to Coast Walk den Status eines National Trail erhalten soll.

## Geschichte
Die Streckenführung wurde von Alfred Wainwright ausgearbeitet, der 1973 das Buch „A Coast to Coast Walk“ mit einer Beschreibung seiner Wanderstrecke veröffentlichte. Dabei hatte er vor, ausschließlich bestehende Straßen und Wegerechte zu nutzen, ohne dass Wegabschnitte eigens anzulegen wären, oder über allgemein frei betretbares Gelände zu laufen (was allerdings nicht überall der Fall war). Der Weg sollte nicht zwingend gerade, sondern vor allem landschaftlich attraktiv verlaufen. Wainwright betrachtet im Buch die Route nur als eine unter vielen Möglichkeiten, vorhandene Wegmöglichkeiten zu einem Gesamtweg zu verknüpfen (daher auch der unbestimmte Artikel im Titel). An einigen Stellen schlägt er selbst Alternativen mit höherem Erlebniswert vor, die die Gesamtstrecke verlängern.
Diesen Gedanken aufgreifend war der Coast to Coast Walk bis 2022 kein offizieller National Trail und besaß nicht einmal durchgehende Wegmarkierungen oder Wanderzeichen, nur sporadisch waren Wegweiser zu finden. Er konnte nur mit Hilfe genauer Streckenbeschreibungen und/oder Karten erwandert werden. Der Ausbau zum National Trail ab 2022 schloss eine durchgehende Markierung ein.

## Länge
- Wainwright beziffert die Länge der Hauptroute mit 190 Meilen, das entspricht 305,7 km. Allerdings wurden seit Ersterscheinen seines Buches Änderungen in der Wegführung erforderlich.
- Der OpenStreetMap-basierte BRouter von Arndt Brenschede gibt für die aktuell (2025) verwendete Hauptroute eine Streckenlänge von 291,8 km aus.[5]

## Abschnitte des Weges
Wainwright teilt seine Strecke in 12 Tagesetappen von West nach Ost ein (Entfernungen auf ganze Kilometer gerundet, gemäß Kartenmessung ohne Höhenberücksichtigung):
| Abschnitt                     | Länge Etappe | Länge gesamt | Besonderheiten                                               |
| ----------------------------- | ------------ | ------------ | ------------------------------------------------------------ |
| St Bees Head–Ennerdale Bridge | 23           | 23           | Überquerung des Dent                                         |
| Ennerdale Bridge–Rosthwaite   | 24           | 47           | Honister Pass                                                |
| Rosthwaite–Patterdale         | 23           | 70           | zentraler Teil des Lake District, mehrere Alternativstrecken |
| Patterdale–Shap               | 25           | 95           | Kidsty Pike                                                  |
| Shap–Kirkby Stephen           | 31           | 126          | quert M6 und zwei bedeutende Bahnstrecken                    |
| Kirkby Stephen–Keld           | 19           | 145          | Pennines, Nine Standards Rigg, Keld gilt als Wegmitte        |
| Keld–Reeth                    | 17           | 162          | kreuzt Pennine Way                                           |
| Reeth–Richmond                | 16           | 178          | Swaledale                                                    |
| Richmond–Ingleby Cross        | 36           | 214          | quert A1 road und das Vale of Mowbray                        |
| Ingleby Cross–Clay Bank Top   | 19           | 233          | Cleveland Hills in den North York Moors                      |
| Clay Bank Top–Glaisdale       | 28           | 261          | über den höchsten Punkt der North York Moors                 |
| Glaisdale–Robin Hood’s Bay    | 30           | 291          | quert North Yorkshire Moors Railway                          |

Von Ennerdale Bridge bis Shap verläuft der Weg im Lake District, von dort bis Richmond größtenteils in den Yorkshire Dales und von Ingleby Cross bis zum Ziel in den North York Moors.
Detaillierte Beschreibung der Etappen bei Wikivoyage unter Weblinks.

## Bedeutung
Seit dem Erscheinen des Buches erfreut sich der Coast to Coast Walk nicht nur bei der einheimischen Bevölkerung wachsender Beliebtheit. Die abwechslungsreiche Strecke spiegelt die landschaftliche Vielfalt Nordenglands wider und übt auch auf Touristen – vorwiegend solchen aus dem englischsprachigen Ausland – eine starke Anziehung aus.
2004 wählte das Magazin Country Walking den Coast to Coast Walk auf Platz 2 der 50 besten Wanderwege der Welt.
Seit 2023 wird der Weg als National Trail geführt, was eine durchgehende Markierung sowie einen Ausbau der unwegsamen Abschnitte in den Hochmooren einschließt.

### Läufe
Organisierte Läufe auf dem Coast to Coast Walk gibt es nicht, doch Einzelpersonen nutzen ihn auch als Laufstrecke. Am 26. und 27. Mai 2021 lief Damian Hall die gesamte Strecke in 39 Stunden, 18 Minuten und 40 Sekunden. Damit unterbot er einen 1991 von Mike Hartley aufgestellten Rekord um gut 18 Minuten.

## Alternative Routen
Von Wainwrights Idee inspiriert, wurden schon mehrere komplett alternative Streckenführungen erarbeitet und veröffentlicht, die parallel zur Wainwrightschen Strecke verlaufen, aber deren Popularität nicht erreichen konnten.

## Galerie

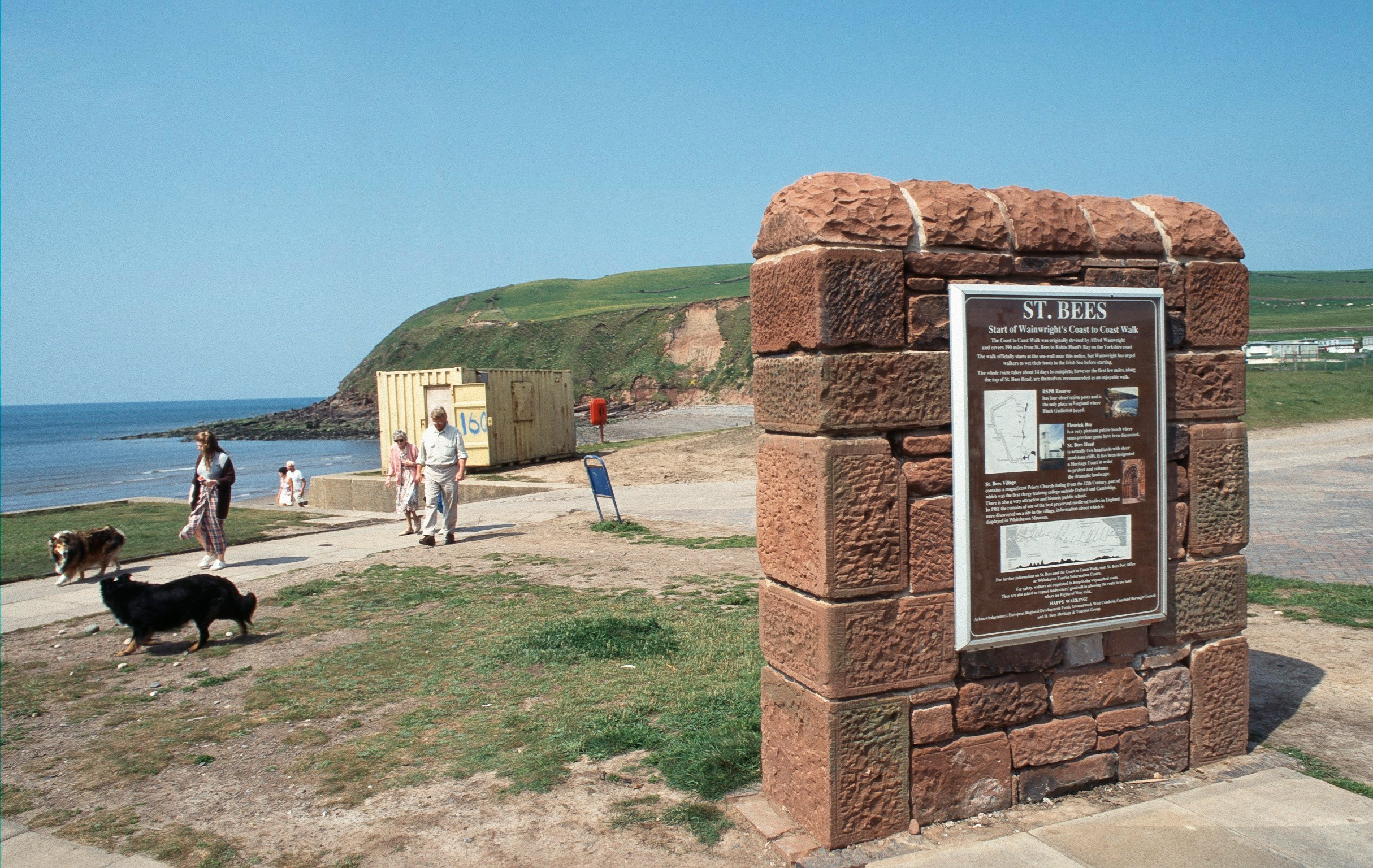
Hier an der Küste der Irischen See bei St Bees Head beginnt der Weg
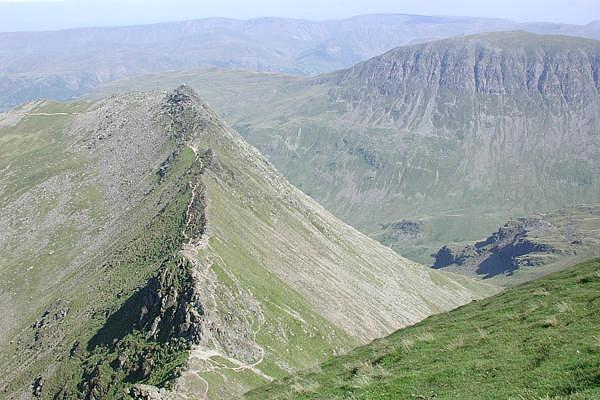
Alpines Wandern im Lake District. Eine mögliche Route des Coast to Coast Walk läuft über den Grat Striding Edge
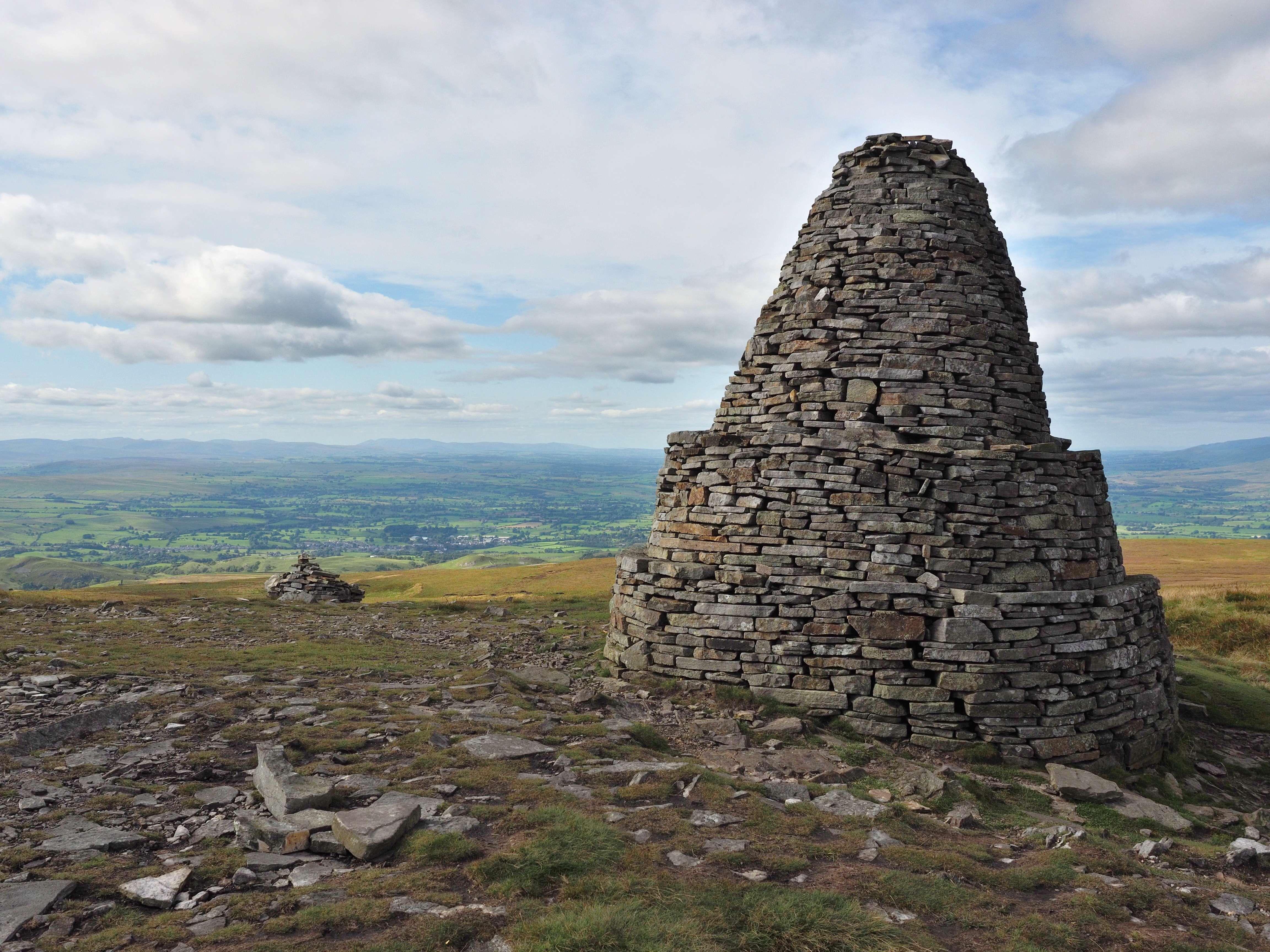
Blick vom Nine Standards Rigg über Westmorland zum Lake District
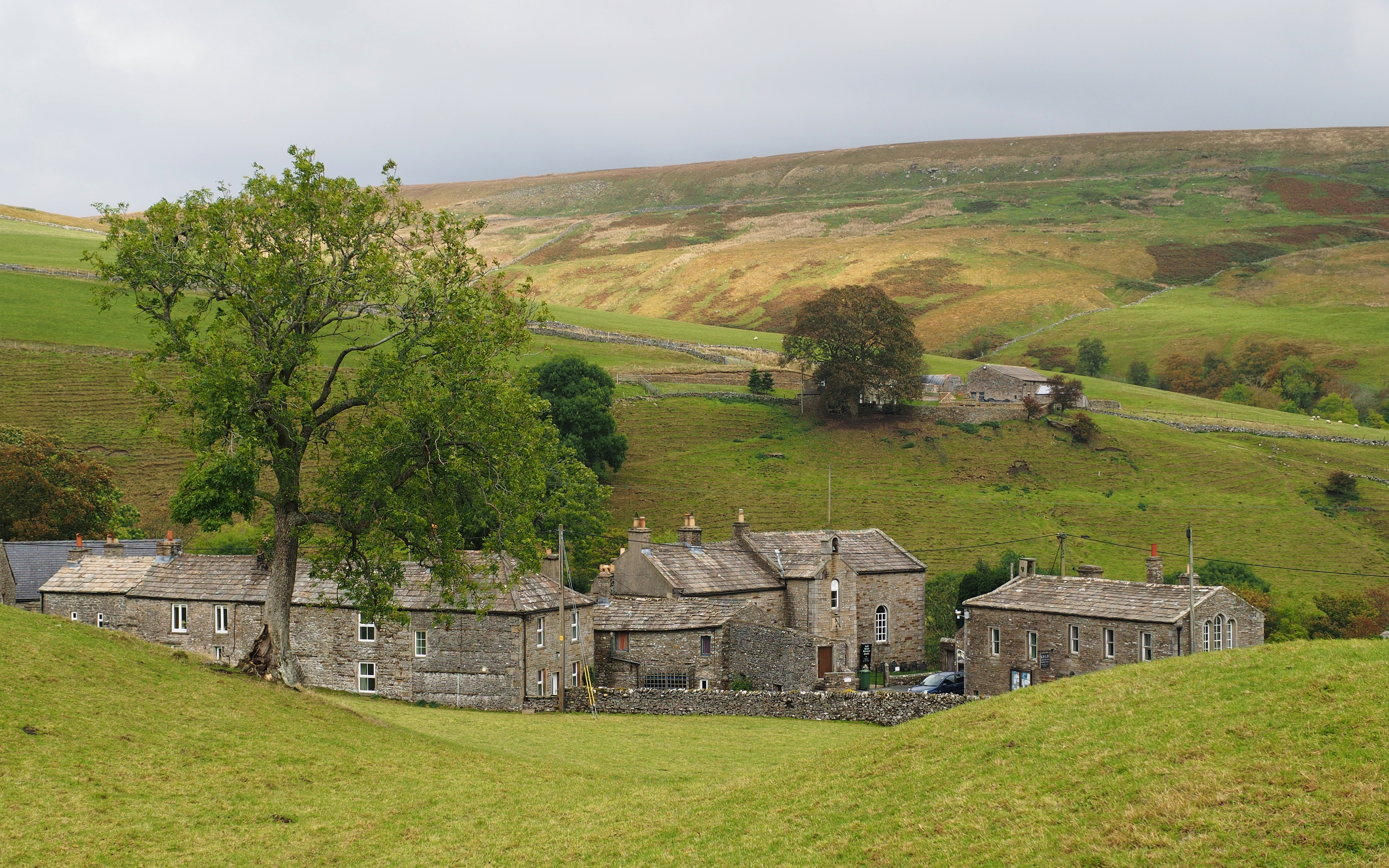
Das stille Dörfchen Keld im oberen Swaledale gilt als Wegmitte. Hier wird der Pennine Way gekreuzt
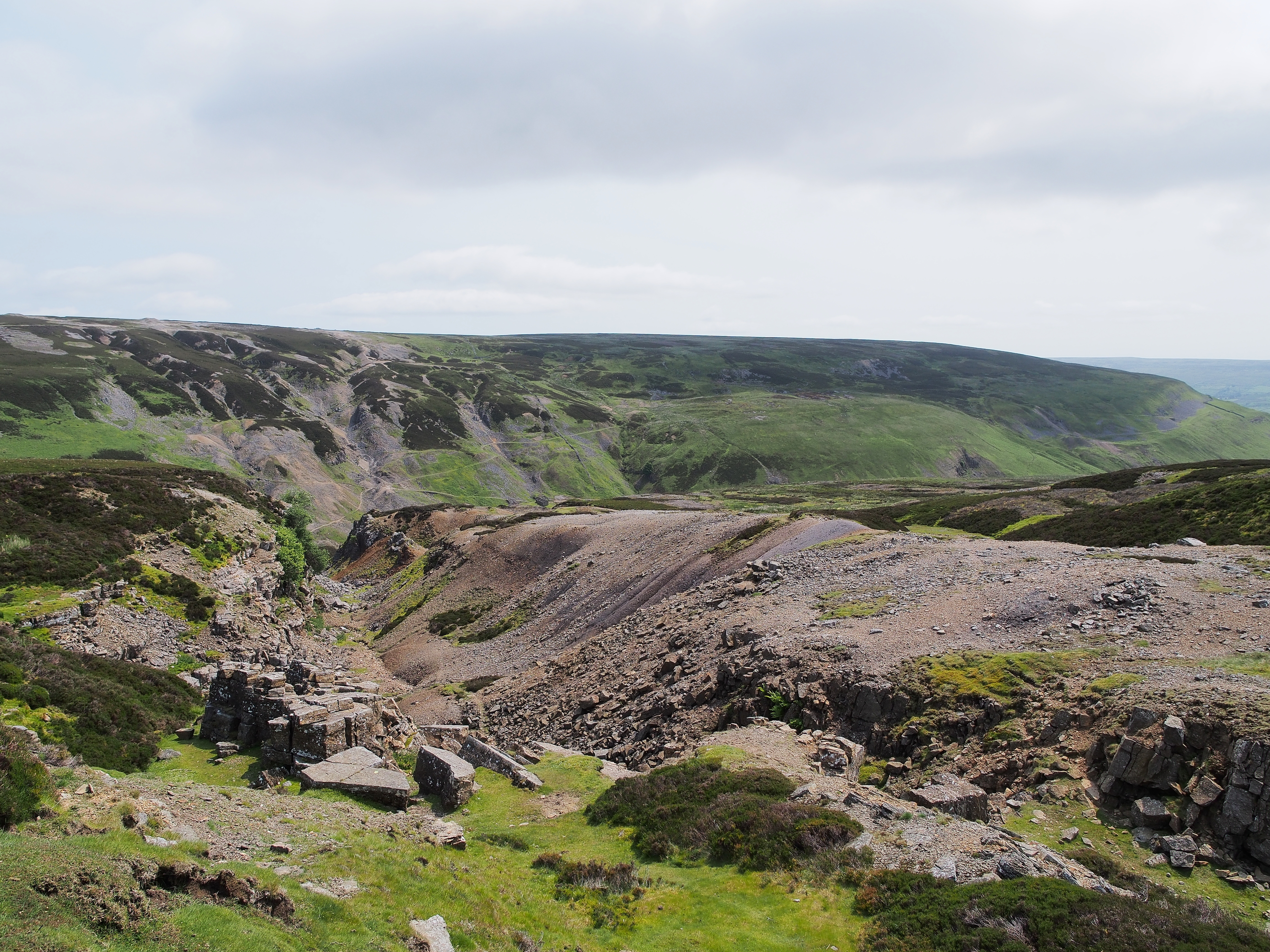
Ehemaliger Bleierz-Tagebau hat zwischen Keld und Reeth die Landschaft verwüstet
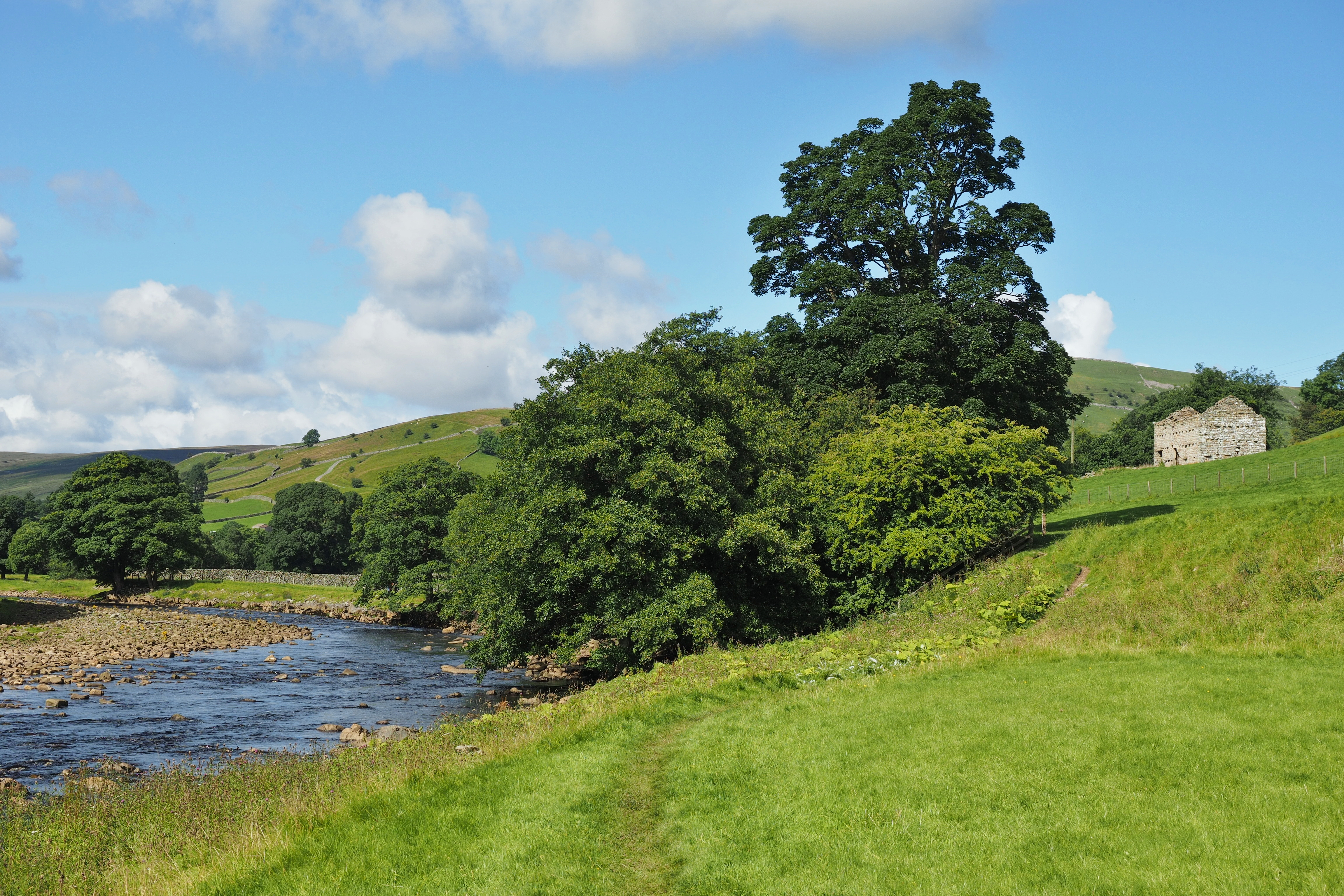
Die Alternativroute durch Swaledale führt größtenteils über kleine Fußpfade
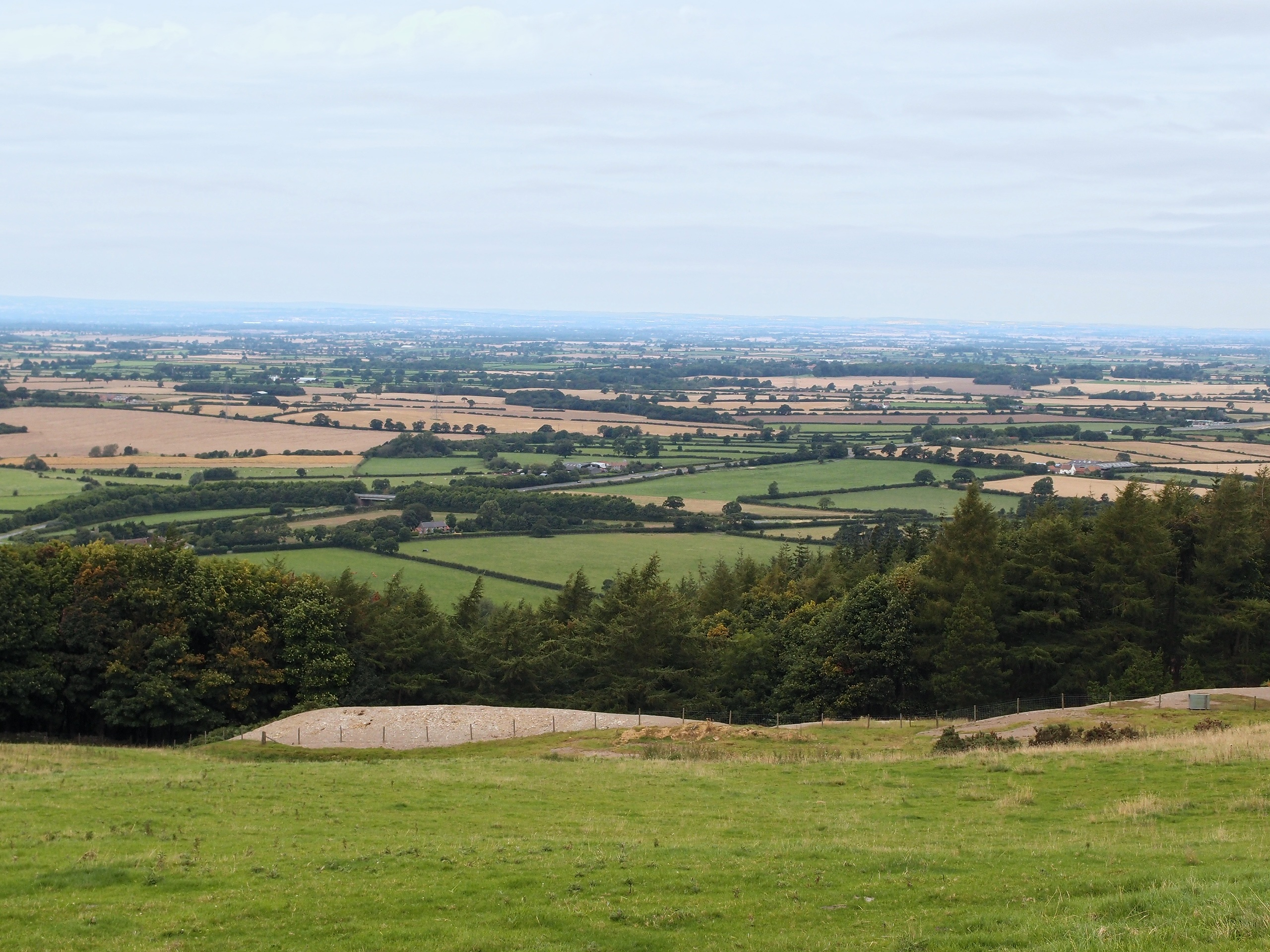
Das topfebene Vale of Mowbray zwischen den Pennines und den North York Moors wird in einer 37-km-Etappe gequert
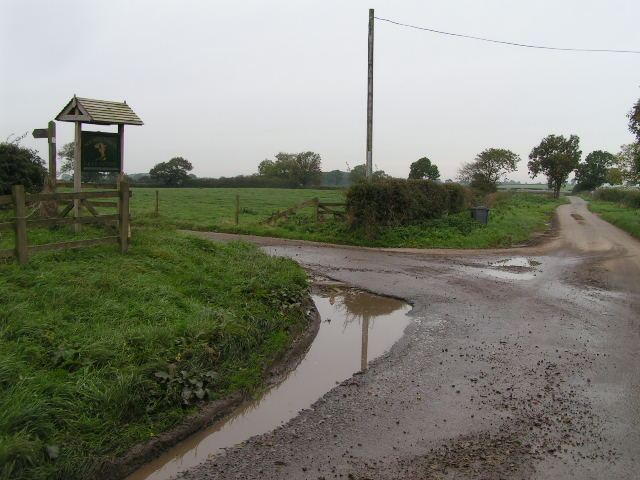
In landwirtschaftlich genutzten Regionen bieten zahlreiche Farmen Unterkunft oder Erfrischungen an
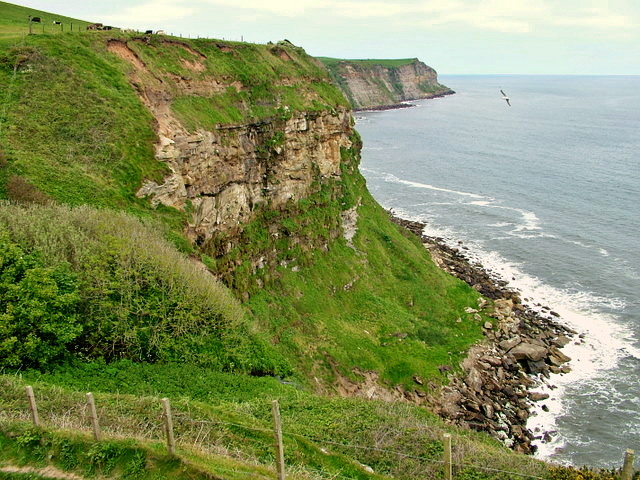
Etwas nördlich von Robin Hood’s Bay erreicht der Weg die Steilküste der Nordsee
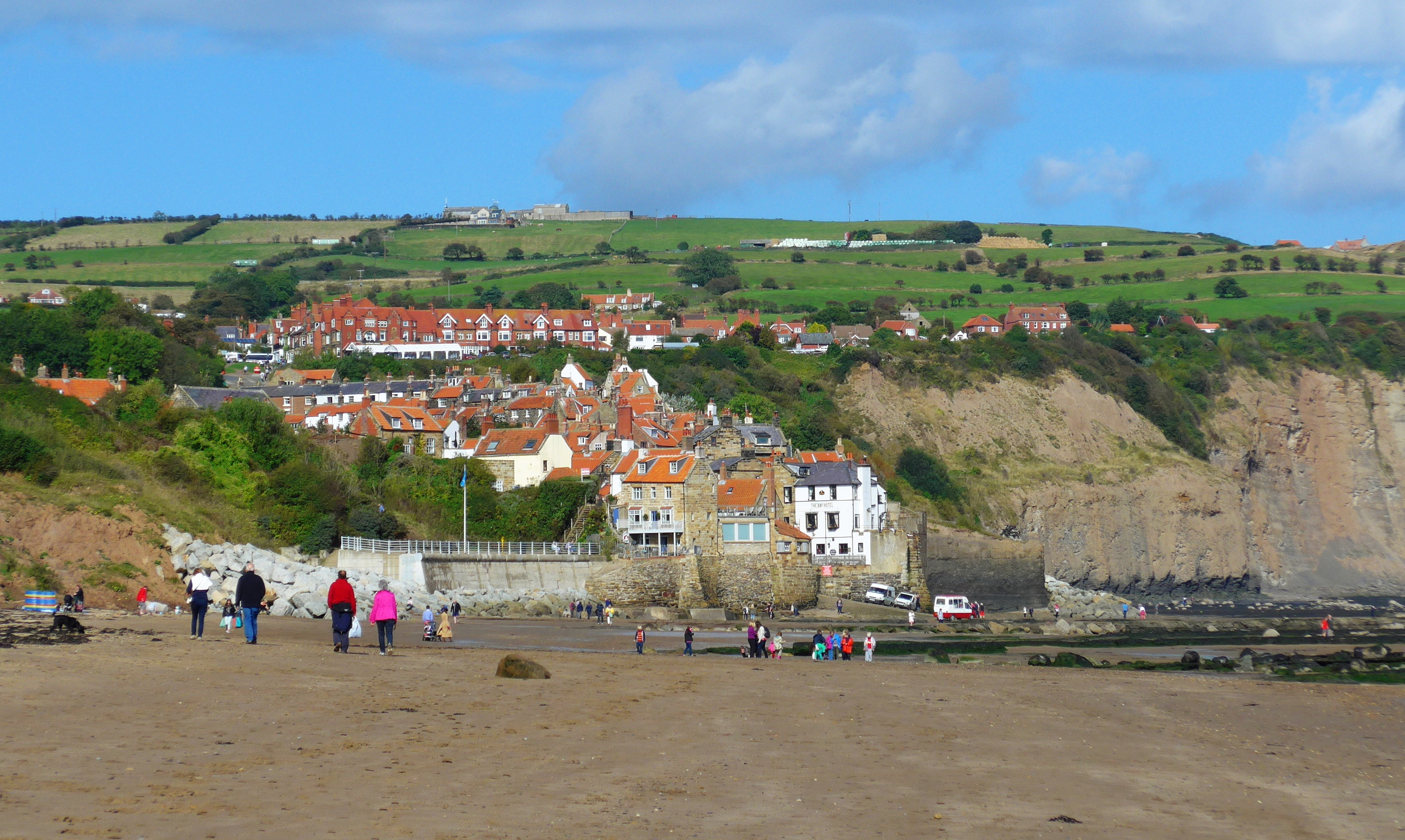
Das Ziel: Robin Hood’s Bay

### Wanderführer
- Alfred Wainwright: A Coast to Coast Walk. A Pictorial Guide. Überarbeitete Originalbeschreibung, teilweise nicht mehr ganz aktuell. Michael Joseph London 1974, ISBN 0-7181-4072-9
- Henry Stedman: Coast to Coast Path. 5. Aufl. 2012 aus der Trailblazer-Reihe, ISBN 978-1-905864-47-8. Genaue und sehr ausführliche Wegbeschreibung mit Alternativen, 258 Seiten
- Martin Wainwright: A Coast to Coast Walk. Aurum Press Verlag, ISBN 978-1-845-13222-4. Weg auf Ordnance-Survey-Karten vermerkt.

### Berichte
- Erik Lorenz: Durch das Herz Englands. Schritt für Schritt von Küste zu Küste. Wiesenburg Verlag 2014, ISBN 3956321049. Ausführlicher Erfahrungsbericht mit Farbfotos, 372 Seiten
- Olivia Portmann: Getting closer. My Way from Coast to Coast.  Brunner Verlag Kriens 2011, ISBN 978-3-03727-039-4. Englisch und deutsch.